# حياة الصحابة (كتاب)
حياة الصحابة هو كتاب باللغة العربية من تأليف يوسف الكاندهلوي. انتهى من تأليفه حوالي عام 1959 ووسعه لاحقًا إلى أربعة مجلدات مع تعليقات ومقدمات إضافية بقلم أبو الحسن علي الحسني الندوي وعبد الفتاح أبو غدة. نُشر الكتاب لأول مرة لجماعة التبليغ. ويعتمد على مصادر مثل الحديث والتاريخ والسيرة، مع التركيز بشكل خاص على حياة الصحابة. يتكون الكتاب من تسعة عشر فصلًا، يتناول كل منها موضوعات محددة تتعلق بالصحابة.

## الاستقبال
وكتبت صحيفة عرب نيوز أن الكتاب أصبح قراءة لا غنى عنها لأولئك الذين يسعون إلى فهم أسلوب الحياة الإسلامي أو شرح الإسلام للمسلمين وغير المسلمين على حد سواء. وفقًا لجاويد أختر، وهو باحث حاصل على درجة الدكتوراه من جامعة جاميا ميليا الإسلامية، فإن الكتاب يمثل سردًا تاريخيًا دقيقًا، يروي جهود الشخصيات التي استجابت لدعوة الإسلام. ووصف محمد لطيف خان، من الجامعة الوطنية للغات الحديثة، الكتاب بأنه تصوير تأملي للدعوة الإسلامية، ويقدم رؤى عميقة في سلوك ومبادئ الصحابة.

## الإرث
الكتاب يتحدث عن رحلة الصحابة وفق جماعة التبليغ والدعوة. توجت جهود ك. زهير أحمد العلمية بأطروحة دكتوراه في عام 2018 بعنوان "القيام الإنسانية في كتابي حياة الصحابة ليش شيخ محمد يوسف الكندهلوي رحمه الله"، مؤلفة باللغة الأردية في جامعة مدراس.

## طالع أيضًا
- فضائل الأعمال

## روابط خارجية
- حياة الصحابة (كتاب) في كتب جوجل